# Primus
Primus er et amerikansk rockband, der er baseret i San Francisco, Californien, og som i øjeblikket består af bassist/vokalist Les Claypool, guitarist Larry "Ler" LaLonde og trommeslageren Tim "Herb" Alexander. Primus blev oprindeligt dannet i 1984 med Claypool og guitarist Todd Huth, og de to fik senere følgeskab af trommeslager Jay Lane, selvom de to sidstnævnte forlod bandet i slutningen af 1988. Med LaLonde og Alexander, indspillede Primus indspillede deres debutalbum Suck on This i 1989, efterfulgt af fire albummer: Frizzle Fry, Sailing the Seas of Cheese, Pork Soda, og Tales from the Punchbowl. Alexander forlod bandet i 1996, og blev erstattet af Bryan "Brain" Mantia, og Primus indspillede den oprindelige titelsang til TV-serien South Park, og yderligere to albums, Brown Album og Antipop, før de tog en pause i 2000.
I 2003 blev Claypool og LaLonde genforenet med Alexander og udgav en DVD/EP, Animals Should Not Try to Act Like People, før de turnerede sporadisk gennem 2009. I 2010, vendte Lane tilbage Primus, og erstattede Alexander, og bandet udgav deres syvende album, Green Naugahyde, i 2011. I 2013, forlod Lane forlod bandet igen, for at fokusere på andre projekter, og Tim Alexander vendte endnu engang tilbage. De har udgivet nogle af deres indspilninger på Claypools eget pladeselskab Prawn Song Records.
Primus er kendetegnet ved sin respektløse og skæve tilgang til musik. Robert Christgau bemærkede engang : "[Primus er] ganske muligvis det mærkeligste top-10-band nogensinde, og godt for dem."

## Diskografi
- Frizzle Fry (1990)
- Sailing the Seas of Cheese (1991)
- Pork Soda (1993)
- Tales from the Punchbowl (1995)
- Brown Album (1997)
- Antipop (1999)
- Green Naugahyde (2011)
- Primus & the Chocolate Factory with the Fungi Ensemble (2014)
- The Desaturating Seven (2017)